# 哈斯木汗 (哈萨克汗国可汗)
哈斯木（1445年—1521年），哈薩克汗國第四代可汗，他是賈尼別克的兒子，巴蘭杜黑汗的堂兄弟。
他之前是巴蘭杜黑手下一位蘇丹（王子），娶了蒙兀兒斯坦羽奴思汗的女兒後，勢力更大，在1508年-1509年，昔班尼大舉入侵哈薩克汗國南部，哈斯木迎戰，烏茲別克人聽到哈斯木汗來臨，不敢應戰，昔班尼一直撤退，去到波斯薩非王朝邊界，被伊斯邁爾一世殺害，哈斯木在1511年放逐了巴蘭都黑，他在1511年死在烏茲別克一帶。
哈斯木汗是哈薩克汗國力量的真正奠基人，葉爾羌汗國的米尔咱·马黑麻·海答儿（哈斯木是其姨父）說，哈斯木在欽察草原上號令一切，勢力極大，除了朮赤汗沒有人有他那麼大的權力，他在外交上聯盟蒙兀兒斯坦，嚴防瓦剌、烏茲別克，得到塞蘭城，但圍攻塔什干失敗，內政上，制定第一部哈薩克成文法，當時人口一百萬，軍力30萬，由阿爾泰山至伏爾加河西岸，也有哈薩克人居住。
哈斯木法典，內容有五部分，財產法，刑事法，兵役法，使臣法，民事法。

## 資料來源
- 《新疆民族辭典》